# Jens H. Gundlach
Jens H. Gundlach (* 1961 in Würzburg) ist ein deutscher Physiker.

## Leben
Jens Gundlach ist der Sohn des Biochemieprofessors in Würzburg und Gießen Gerd Gundlach und studierte Physik an der Johannes-Gutenberg-Universität Mainz mit dem Vordiplom 1982 und dem Diplom 1986. Schon nach dem Vordiplom studierte er ein Jahr in Seattle an der University of Washington. Er wurde dort 1990 bei Kurt Snover mit einer Dissertation in experimenteller Kernphysik (Gammastrahlenspektroskopie hochangeregter Kerne) promoviert. Als Post-Doktorand war er 1990 bis 1993 bei Eric Adelberger und Blayne Heckel an der University of Washington und befasste sich mit experimenteller Gravitationsphysik, insbesondere Suche nach der Bestätigung oder Widerlegung einer hypothetischen Fünften Kraft, was zu Abweichungen von der {\displaystyle {\frac {1}{r^{2}}}} Form der Gravitationskraft bei kleinen Abständen führen sollte. Ab 1993 war er Research Assistant Professor und ab 1998 Research Associate Professor an der University of Washington, mit einer vollen Professur ab 2004. Er war dort seit dessen Gründung 2000 Mitglied des Center for Experimental Nuclear Physics and Astrophysics.
Er ist verheiratet und hat drei Kinder.

## Werk
An der University of Washington baute er in der Gruppe von Adelberger Torsionswaagen zum Test des Äquivalenzprinzips für kurze Abstände. Diese bestanden aus dünnen Plättchen an einem Wolframfaden im Hochvakuum und waren auf einem Drehtisch montiert, innerhalb eines äußeren Drehtisches mit den beiden sphärischen einander gegenüberliegenden Feldmassen. Gegenüber vorherigen Experimenten mit hantelförmigen Massen an einem Torsionsfaden waren die Ergebnisse unempfindlich von der genauen Massenverteilung im Plättchen. Außerdem wurde der innere Drehtisch rotiert, was aber so reguliert wurde, dass der Torsionsfaden in Ruhe blieb, trotz der Abbremsung und Beschleunigung durch die Massen auf dem äußeren Drehtisch. Damit entfielen Unsicherheiten aus der Inelastizität des Torsionsfadens. Er führte den ersten Test der {\displaystyle {\frac {1}{r^{2}}}} Form der Gravitationskraft bis in den Bereich von 50 Mikrometer durch, in den Bereich in dem Theorien großer Extradimensionen von Nima Arkani-Hamed und anderen Abweichungen vermuteten und die unter den Bereich der Skala dunkler Energie von {\displaystyle {\sqrt[{4}]{\frac {\hbar \,c}{\rho _{d}}}}\approx 85} Mikrometern führt, wobei {\displaystyle \rho _{d}} die Dichte der dunklen Energie ist. In diesem Bereich könnten sich nach einigen Theorien Quanteneffekte der Gravitation bemerkbar machen, die mit der im Gegensatz zur Gravitation abstoßenden dunklen Energie verbunden sind.
2000 gelang ihm die bisher genaueste Messung der Gravitationskonstante G mit einer von ihm entwickelten Torsionswaage. Seit 2006 basiert der CODATA-Wert für G auf dieser Messung.
Er ist Mitglied von LIGO und LISA, dem geplanten Satelliten-basierten laserinterferometrischen Gravitationswellendetektor und führte mit den Laserinterferometern für Gravitationswellendetektion Messungen ultraschwacher Kräfte durch.
Außerdem befasst er sich etwa seit 2004 mit Biophysik (Dynamik von einzelnen Biomolekülen im Nanobereich) und Nanotechnik (Detektion einzelner Moleküle, Nanoporen-DNA-Sequenzierung).

## Ehrungen und Mitgliedschaften
2009 wurde er Fellow der American Physical Society, deren Francis M. Pipkin Award er 2001 erhielt.
Für 2021 erhielt er den Breakthrough Prize in Fundamental Physics mit Eric G. Adelberger und Blayne Heckel für grundlegende Präzisionsmessungen, die unser Verständnis der Gravitation und die Natur dunkler Energie testen und Grenzen für die Kopplung an dunkle Materie liefern (Laudatio).

## Schriften (Auswahl)
Gravitationsphysik:
- mit S. Schlamminger, T. A. Wagner: Laboratory Tests of the Equivalence Principle at the University of Washington, Space Science Review, Band 148, 2009, S. 201
- mit B. R. Heckel, S. Hoedl, S. Schlamminger: Torsion Balance Experiments: A low-energy frontier of particle physics, Progress in Particle and Nuclear Physics, Band 62, 2009, S. 102–134
- mit S. E. Pollack, S. Schlamminger: Temporal Extent of Surface Potentials between Closely Spaced Metals, Phys. Rev. Lett., Band 101, 2008, S. 071101
- mit S. Schlamminger, K.-Y. Choi, T. A. Wagner, E. G. Adleberger: Test of the Equivalence Principle Using a Rotating Torsion Balance, Phys. Rev. Let., Band 100, 2008, S. 041101.
- mit D. J. Kapner, T. S. Cook, E. G. Adelberger, B. R. Heckel, C. D. Doyle, H. E. Swanson: Tests of the Gravitational Inverse-Square Law below the Dark-Energy Length Scale, Phys. Rev. Lett., Band 98, 2007, S. 021101, Arxiv
- mit S. Schlamminger, C. D. Spitzer, K.-Y. Choi: Laboratory Test of Newton’s Second Law for Small Accelerations, Phys. Rev. Lett., Band 98, 2007, S. 150801
- mit C. D. Hoyle, D. J. Kapner, B. R. Heckel, E. G. Adleberger, U. Schmidt, H. E. Swanson: Sub-millimeter Tests of the Gravitational Inverse-square Law, Phys. Rev. D, Band 70, 2004, S. 042004
- mit C. D. Hoyle, D. J. Kapner, B. R. Heckel, E. G. Adleberger, U. Schmidt, H. E. Swanson: Submillimeter Tests of the Gravitational Inverse-Square Law: A Search for“Large” Extra Dimensions, Phys. Rev. Lett, Band 86, 2001, S. 1418
- mit Stephen M. Merkowitz: Measurement of Newton’s Constant Using a Torsion Balance with Angular Acceleration Feedback, Phys. Rev. Lett., Band 85, 2000, S. 2869
- mit G. L. Smith, C. D. Hoyle, E. G. Adleberger, B. R. Heckel, H. E. Swanson: Short range test of the equivalence principle, Phys. Rev. D, Band 61, 1999, S. 022001–1
- mit S. Baeßler, B. R. Heckel, E. G. Adleberger, U. Schmidt, H. E. Swanson: Improved test of the equivalence principle for gravitational self-energy, Phys. Rev. Lett., Band 83, 1999, S. 3585

Biophysik:
- mit I. M. Derrington u. a.: Nanopore DNA sequencing with MspA, Proc. Nat. Acad. USA, Band 107, 2010, S. 16060–16065
- mit T. Z. Butler u. a.: Single-molecule DNA detection with an engineered MspA protein nanopore, Proc. Nat. Acad. USA, Band 105, 2008, S. 20647–20652
- mit E. A. Manrao u. a.: Reading DNA at single-nucleotide resolution with a mutant MspA nanopore and phi29 DNA polymerase, Nature Biotechnology, Band 30, 2007, S. 349–353